# Adam Augustyn
Adam Augustyn (ur. 1 stycznia 1936 w Krakowie, zm. 28 lutego 2016) – polski poeta i prozaik.

## Życiorys
Studiował filologię polską i pedagogikę w WSP (Kraków). Jako poeta zadebiutował w 1956 roku na łamach tygodnika Życie Literackie. Pracował w Muzeum Narodowym w Krakowie jako asystent w dziale wystaw objazdowych. Zmarł 28 lutego 2016. Został pochowany na cmentarzu wojskowym przy ul. Prandoty (kwatera XCVII-7-1).

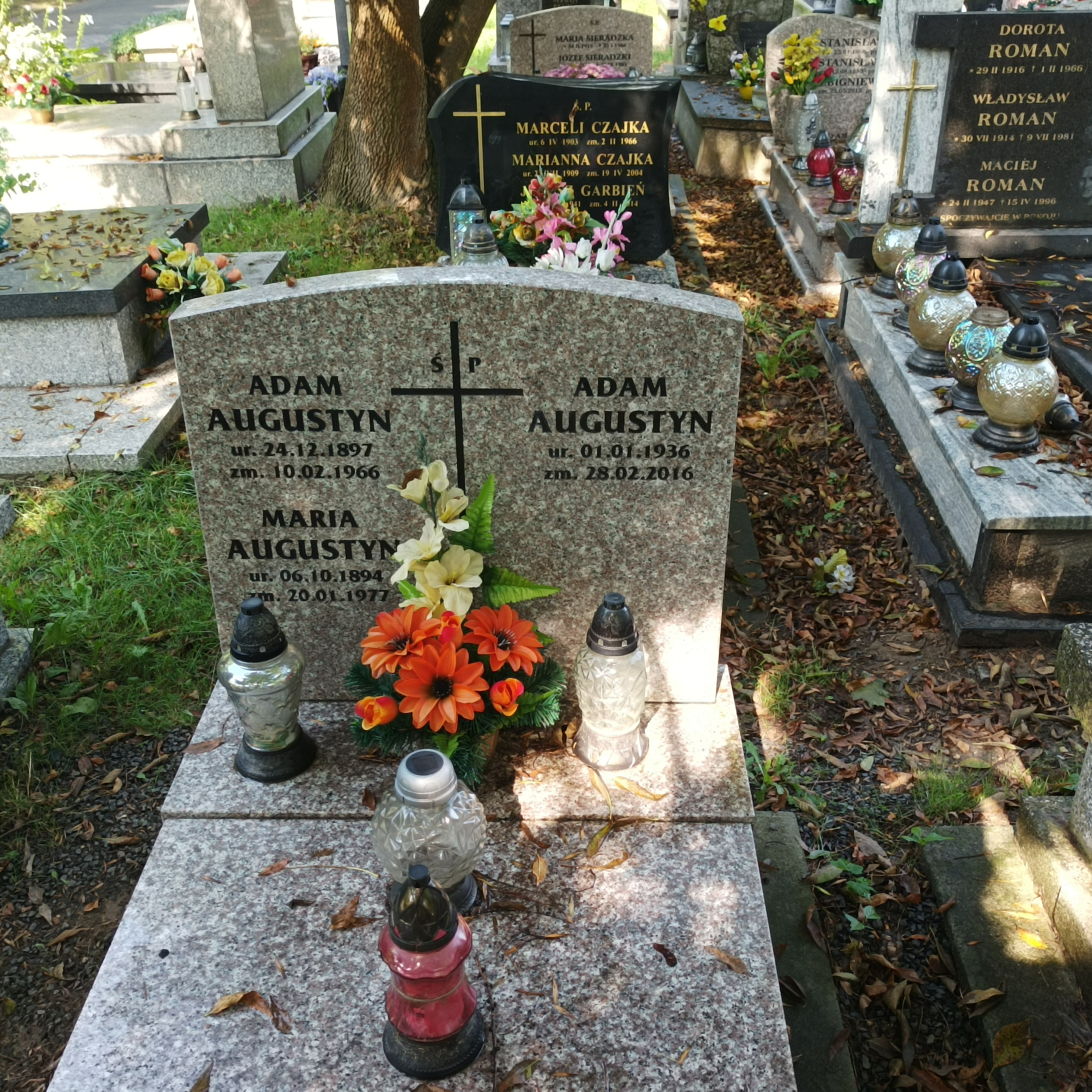
Grób Adama Augustyna na cmentarzu wojskowym przy ul. Prandoty w Krakowie

## Twórczość
- 1964: Orzeł i orzełek (powieść)
- 1967: 
  - Poganin (powieść)
  - Mój przyjaciel Staszek (powieść)
- 1970:
  - Wdzięczność (powieść)
  - Miłosierdzie (powieść)
- 1973: Przyjaciele Konstantego (utwór dla dzieci)
- 1981 Wywyższenie i upadek Joachima Heltza (powieść)